# جين والر
جين والر (بالإنجليزية: Jane Waller)‏ هي نبالة أسترالية، ولدت في 19 يونيو 1990 في بريزبان في أستراليا.

## وصلات خارجية
- جين والر على موقع الاتحاد الدولي للرماية بالسهام (الإنجليزية)
- جين والر على موقع أوليمبيديا (الإنجليزية)
- جين والر على موقع اللجنة الأولمبية الأسترالية (الإنجليزية)